# Сёстры Габбасовы
Габбасовы Гульмира и Гульнара Надымовна (род. 4 апреля 1968, Семипалатинск, Казахская ССР, СССР) — казахстанские режиссёры, хореографы, актрисы, артисты балета, педагоги, сёстры-близнецы. Основатели направления «танцтеатр» в Казахстане.
С 2022 года Гульмира Габбасова является деканом факультета хореографии Казахской национальной академии искусств имени Т. К. Жургенова.

## Биография
- Гульмира и Гульнара Габбасовы родились 4 апреля 1968 года в городе Семипалатинск, Казахская ССР, СССР.
- В 1978 году поступили в Алматинское хореографическое училище имени А. В. Селезнёва.
- Окончили училище в 1986 году по специальности «артист ансамбля народного танца».
- Сразу после окончания училища стали солистками балета в Концертном объединении «Казахконцерт», где протанцевали до 1988 года.
- Затем с 1988 по 1994 год — артистки балета в Государственном ансамбле песни и танца, реорганизованного в Государственный ансамбль танца «Салтанат» под руководством Райбаева З. М.
- С 1994 по 2007 год по приглашению Булата Аюханова стали солистками в Государственном академическом ансамбле классического танца Республики Казахстан.
- В 1999 окончили Казахский государственный институт театра и кино имени Т. Жургенова по специальности «режиссер-хореограф», мастерская Булата Аюханова.
- Сразу после окончания института, стали режиссёрами-хореографами Государственного академического ансамбля классического танца Республики Казахстан.
- В 2004 году — курс обучения в Высшей Школе Хореографии «Palucca Schule» г. Дрезден (Гульмира).

## Трудовая деятельность
- С 1986 по 1988 г. — солистки балета в Концертном объединении «Казахконцерт»;
- С 1988 по 1994 г. — артистки балета в Государственном ансамбле песни и танца, реорганизованного в Государственный ансамбль танца «Салтанат» под руководством Райбаева З.М;
- С 1994 по 2007 г. — солистки Государственного академического театра танца Республики Казахстан;
- С 1999 по 2007 г. — режиссёры-хореографы Государственного академического театра танца Республики Казахстан;
- С 1994 по 2020 г. — преподаватели современной хореографии в Алматинском хореографическом училище имени А. Селезнёва;
- С 2000 года по настоящее время: Гульмира — доцент кафедры «Балетмейстерское искусство», Гульнара — старший преподаватель кафедры «Балетмейстерское искусство» Казахской национальной академии искусств имени Т. К. Жургенова;
- С 2000 по 2007 г. — актрисы Немецкого драматического театра Алматы;
- 2007 г. — основатели «Gabbassov Sisters Company» — профессиональная труппа современной хореографии;
- 2009 г. — основатели Танцтеатра сестёр Габбасовых;
- С 2022 года (Гульмира) — декан факультета «Хореография» Казахской национальной академии искусств имени Т. К. Жургенова.

## Творчество
Балеты:
- 29.01.1999 г. — «Геометрия чувств», К. Шильдебаев (хореография Гульмиры).
- 29.01.1999 г. — «Блуждающие в темноте», И. С. Бах (хореография Гульнары).
- 2000 г. — «Deja vu», Шуберт, Григ.
- 2001 г. — «Мираколо», К. Джезуальдо.
- 2001 г. — «Ноктюрн или откровения в темноте».
- 2002 г. — «История одной женщины», Ж. Франсо, П. Блахе.
- 20.09.2002 г. — «Соседки», П. Гигер, К. М. Вебер.
- 18.02.2004 г. — «Время», саундтрек к фильму «Матрица».
- 18.02.2004 г. — «Собаки женского пола», на музыку современных композиторов.
- 2004 г. — «Тамыр», К. Шильдебаев.
- 2005 г. — «Собаки мужского пола», на музыку современных композиторов.
- 2006 г. — «Собачья жизнь», на музыку современных композиторов.
- 2006 г. — «C’ est ma soeur» («Это моя сестра»), на музыку современных композиторов.
- 31.03.2007 г. — «Чистильщицы», музыка современных композиторов
- 2008 г. — «Иллюзия любви или…», музыка Мамеда Садых-Пур
- 22.05.2009 г. — «Без слов», музыка Вивальди и современных композиторов
- 25.04.2010 г. — «Три цвета», музыка современных композиторов(хор. Гульнары ,Гульмиры Габбасовых и Асель Абакаевой)
- 25.04.2010 г. — «Ангелы», музыка Э. Мариконне.
- 25.06.2010 г. — «Капля счастья», музыка современных композиторов
- 29.04.2011 г. — «Экзикус», музыка Вивальди и современных композиторов. Постановка в Театре Танца «Самрук»
- 29.04.2011 г. — «Смотри», мультимедийный проект, музыка современных композиторов
- 2012 г. — «Маленький волшебник Ерлик Бакка», балет на музыку Нурасыла Нуриддин, либретто Д.Накипова, костюмы и сценография А.Бекмухамедовой.
- 2012 г. — «Наркыз», по одноимённому эпосу Нурпеиса Байганина, муз тюркских народов, костюмы Балнур Асановой
- 12.11.2011 г. — «Тени которой никогда не было».
- 2013 г. — «Три цвета», мужская версия муз современных композиторов.
- 2013 г. — «Об одном и том же разными словами», Хореография Айгерим Сулейменовой, музыка современных композиторов.
- 14.12.2013 г. — «Чувства», по лирике Карины Сарсеновой, музыка Людовико Айноди.
- 20.09.2014 г. — «Подиум», Х. Циммер.
- 22.11.2014 г. — «Рождение романса», Романсы Русских и советских композиторов.
- 29.11.2014 г. — «Люди нашего города», Музыка современных композиторов Постановка Габбасовой Г. Н.
- 2015 г. — Танцевальный спектакль «Алпамыс -батыр» по эпосу Н.Байганина, музыка Казахстанских композиторов, постановка и хореография Габбасовой Г. Н., костюмы А. Бекмухамбетовой.

#### Хореография к драматическим спектаклям
- 08.1999 г. — «Сказки старого цирка», режиссёр И. Симонова. Парк аттракционов «Ерке» (Казахстан) (хореография Гульнары и Гульмиры).
- 2001 г. — «Люди», режиссер А. Лазарев (Казахстан) (хореография Гульнары).
- 2003 г. — «Саломея», режиссер О. Хаджикулиев (Узбекистан), интернациональный проект (премьера в Казахстане) (хореография Гульмиры).
- 2004 г. — «Воспитание бога», режиссер А.Остер (Германия) (хореография Гульмиры).
- 2005 г. — «Миры в переходах», режиссер К.Фетрие (Франция)(хореография Гульмиры).
- 2006 г. — «Клоуны», режиссер К.Фетрие (Франция)(хореография Гульмиры).
- 2007 г. — «Медея», режиссер О. Ходжакулиев (Узбекистан)(хореография Гульмиры).

#### Хореография в художественных фильмах
- 2008 г. — «Дорогие мои дети», режиссер Ж.Исабаева
- 2010 г. — «Урановый тайфун», режиссер И.Вовнянко
- 2011 г. — «Астана-любовь моя», режиссер И.Пискунов

Концертные программы в творческих коллективах:
- Государственный академический театр танца Республики Казахстан;
- Казахский национальный театр оперы и балета имени Абая;
- Театр современного танца «Самрук»;
- Ансамбль «Гульдер»;
- Ансамбль танца «Алтын Буби»;
- Государственный ансамбль танца военного округа при Министерстве обороны.

Работы в Алматинском хореографическом училище имени А. Селезнёва:
- 1992 г. — Балет «Улыбки Терпсихоры», Ж.Сен-Санс.
- 2012 г. — «Четыре стихии», компиляция музыки современных композиторов.
- Концертная программа.
- Подготовка студентов к Международным конкурсам артистов балета (Варна, Нью-Йорк, Хельсинки, Москва, Новосибирск, Астана) постановка композиций к туру современной хореографии.

Интернациональные проекты:
Спектакли:
- 2000 г. — «Fuga de familli», Режиссер и хореограф Йозеф Коцоурек (Чехия) (в роли Евы и Ханы);
- 2000 г. — «Танцорки», Режиссер и хореограф Йозеф Коцоурек (Чехия) (в роли балерин);
- 2001 г. — «Золушка», Режиссер и хореограф Йозеф Коцоурек (Чехия) (в роли фей);
- 2001 г. — «Прикосновение к идолу», Режиссер Андрей Лазарев (Германия), хореограф Наташа Дубс (Казахстан), актёрская группа — Македония, Испания, Германия, Казахстан; премьера в Германии (Гульмира Габбасова в качестве актрисы);
- 2002 г. — «Снег» Тандем «Satores» — режиссер Петер Тодоров (Болгария), хореограф Грегор Камникар (Словения) (в роли снежинок);
- 2003 г. — «Саломея», Режиссер Овлякули Ходжакулиев (Узбекистан), хореограф Гульмира Габбасова (Казахстан); актёрская группа — Казахстан, Киргизия, Туркмения;
- 2004 г. — «Воспитание бога», Режиссер Александр Остер (Германия), хореограф Гульмира Габбасова (Казахстан); премьера в Германии;
- 2004 г. — «Макбет», Режиссер Джеф Чёрч (Англия) (в роли ведьм);
- 2005 г. — «Миры в переходах», Режиссер Кристоф Фетрие (Франция), хореограф Гульмира Габбасова, актёрская группа — Франция, Казахстан, Таджикистан, Киргизия;
- 2006 г. — «Клоуны», совместный проект с режиссером Кристофом Фетрие (Франция) и театром Артишок. Хореограф Гульмира Габбасова;
- 2007 г. — «Медея», Режиссер О. Ходжакулиев (Узбекистан), сценограф М. Сошина (Узбекистан), актёрская группа (Туркменистан), хореограф Гульмира. Габбасова (Казахстан), премьера в г. Бишкек (Кыргызстан).

## Награды
Гульмира:
- Заслуженный деятель Казахстана;
- Мәдениет саласының үздігі («Отличник образования в сфере культуры»).

Гульнара:
- Мәдениет қайраткері (Деятель культуры);